# Stazione di Predazzo Sud
La stazione di Predazzo Sud (in tedesco Bahnhof Predazzo-Süd) è stata una fermata ferroviaria provvisoria posta lungo la ex linea ferroviaria a scartamento ridotto Ora-Predazzo, a servizio del comune di Predazzo.

## Strutture e impianti

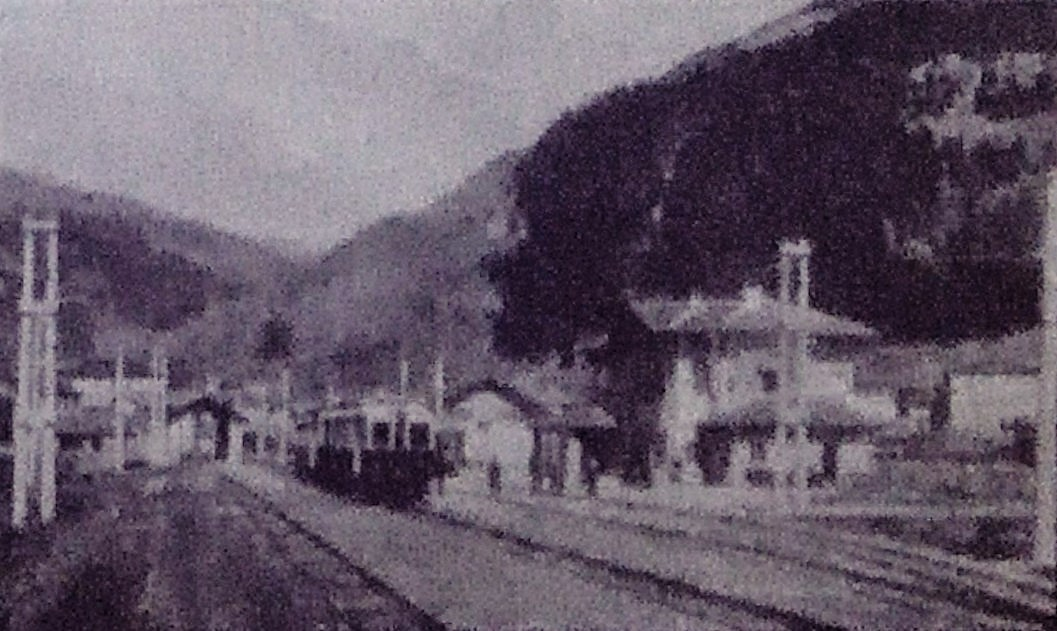
La stazione di Predazzo

La fermata era composta da un fabbricato viaggiatori e dal solo binario di circolazione. A novembre 2016 non rimane traccia dell'infrastruttura: il fabbricato venne demolito mentre il binario è stato smantellato dopo la chiusura della linea avvenuta il 10 gennaio 1963.